# Велика пљачка воза (филм из 1978)
Велика пљачка воза (енгл. The First Great Train Robbery), енглески је филм из 1978. године у режији Мајкла Крајтона, по његовом сценарију. Главне улоге тумаче Шон Конери, Доналд Сатерленд и Лесли Ен Даун.

## Радња
Радња филма смештена је у 1855. годину, када су Енглеска и Француска у рату са Русијом, Кримски рат (1853-1856). У британској војсци војници се плаћају златом, а ово злато се једном месечно превози из лондонске банке у вагону за пртљаг Фолкстон воза до обале, а одатле на Крим. Ова посебно скупа и вредна пошиљка пажљиво се чува. Али толико злата је велико искушење за многе људе.
Едвард Пирс је познат лондонској отменој аристократији и клаберима као богат и просечан нежења и успешан бизнисмен. Нико не би ни помислио да се Пирс спрема за највећу пљачку 19. века, прву пљачку воза у историји. Сеф у коме се налази злато отвара се са четири кључа, од којих је сваки у поседу друге особе. Али Пирс је благословен одличним помагачима: Агаром, џепарошем оштре руке, и Мирјам, прелепом глумицом која је Пирсова љубавница. План се полако обликује...